# 白眉天蛾属
白眉天蛾属（学名：Celerio）是天蛾科下的一个属。

## 下属物种
本属包括以下物种：
- 沙枣白眉天蛾 Celerio hippophaes (Esper)，又称沙枣天蛾。
- Celerio perkinsi Swezey, 1920